# Деметрий Красивый
Деметрий Красивый (др.-греч. Δημήτριος ὁ Καλός; 285 до н. э.—249 до н. э.) — правитель Кирены.

## Биография
Отцом Деметрия Красивого был Деметрий I Полиоркет, а матерью — Птолемаида, дочь Птолемея I Сотера и Эвридики.
Живя при дворе своего старшего сводного брата Антигона II Гоната, Деметрий Красивый женился на Олимпиаде, происходившей из знатного фессалийского рода. В этом браке родились двое сыновей, одним из которых был будущий царь Антигон III.
В начале 240-х годов до н. э. по решению брата Деметрий Красивый покинул Македонию и отправился в Северную Африку. Поводом для этого стала просьба Апамы, вдовы умершего киренского царя Магаса, которая искала союзника, способного гарантировать сохранение независимости Кирены. В конце свой жизни Магас нормализовал ранее враждебные отношения с Египтом, и возникла угроза, что после планировавшейся свадьбы его единственной дочери Береники и наследника Птолемея II Филадельфа (будущего Птолемея III Эвергета) Кирена может быть возвращена в состав царства Лагидов. Таким образом, у Антигона Гоната появилась возможность через своего близкого родственника укрепить влияние в непосредственной близости от Египта, соперника Македонии в борьбе за влияние в Элладе и Эгеиде.
В Кирене Деметрий Красивый был провозглашён царем. Об этом свидетельствуют некоторые надписи, упоминающие сына Деметрия Антигона Досона, в которых рядом с именем его отца стоит царский титул. Согласно Евсевию Кесарийскому, Деметрий Красивый много воевал и «всю Ливию захватил.» Вряд ли его врагами были только ливийские кочевники. Скорее всего, у Евсевия подразумевалась непосредственно война с египтянами.
Однако против политики Апамы, видимо, выступало прежнее окружение Магаса, разделявшее его политические воззрения последних лет и предпочитавшее искать сближения с Лагидами, а не враждовать с ними. По всей видимости, им сочувствовала и супруга Деметрия Береника. Юстин писал, что Деметрий стал себе надменно вести по отношению к войску и старался более всего понравиться своей теще. В итоге возник заговор, и Деметрий был убит. Согласно античной традиции это произошло при самом активном участии Береники, «подвиг» которой впоследствии был воспет знаменитым поэтом Каллимахом в поэме «Локон Береники».
Позже, после все же состоявшегося брака Птолемея III и Береники, Кирена была возвращена в состав державы Лагидов.